# Automobiles Arista

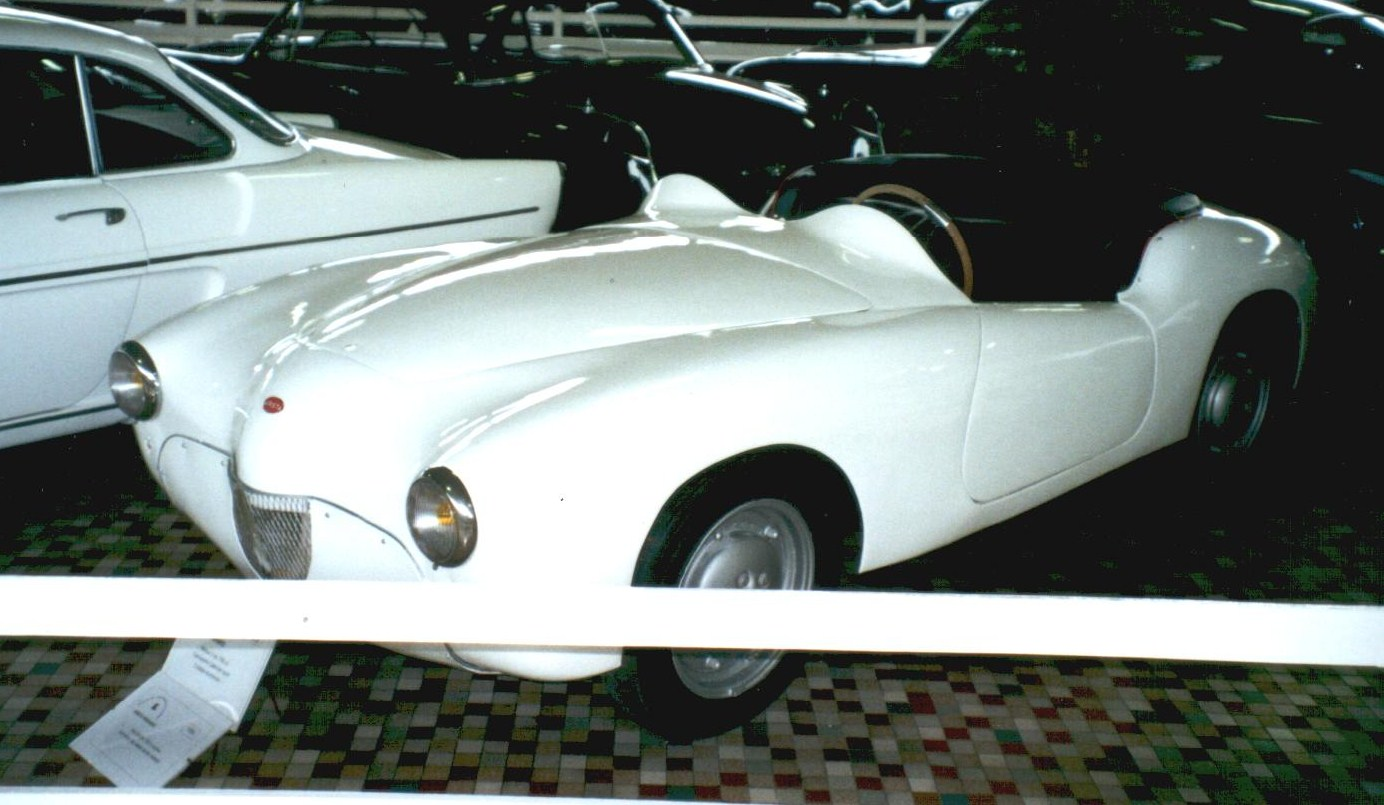
Arista von 1954

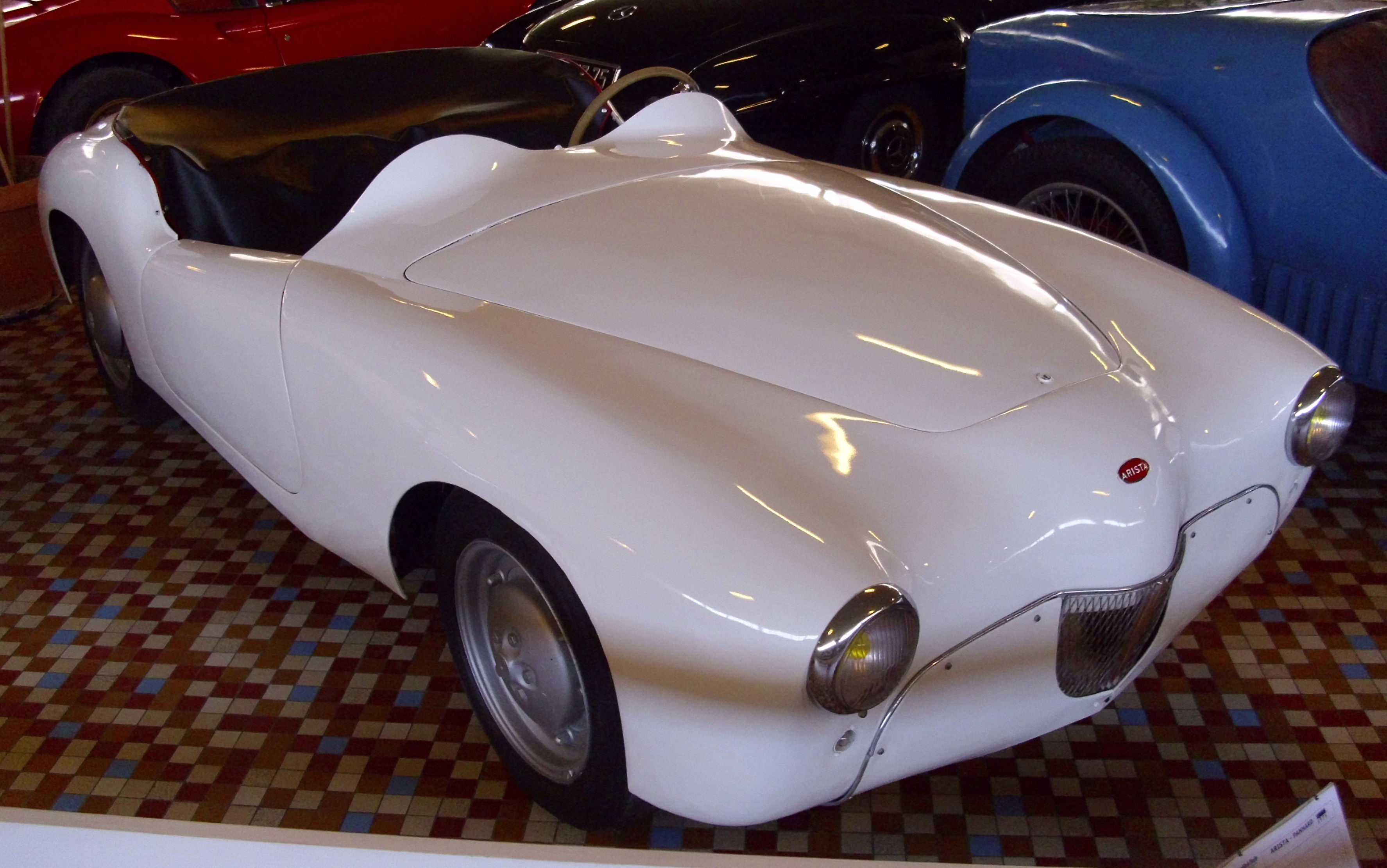
Arista von 1954

Automobiles Arista war ein französischer Hersteller von Automobilen.

## Unternehmensgeschichte
Raymond Gaillard betrieb eine Werkstatt an der Rue du Ranelagh 70 in Paris. Der Automobilbau begann 1953. Der Markenname lautete Arista. 1963 endete die Produktion. Insgesamt entstanden 106 Fahrzeuge.

## Fahrzeuge
Das Unternehmen stellte Fahrzeuge auf Basis des Panhard her. Für den Antrieb sorgte ein Zweizylinder-Boxermotor mit 851 cm³ Hubraum. Das erste Modell war der Spyder. 1956 folgten das Coupé Passy und der Rallye, 1959 der Sport.
Ein Fahrzeug dieser Marke ist im Musée Automobile de Vendée in Talmont-Saint-Hilaire zu besichtigen.